# Altin Hoxha
Altin Hoxha (Durazzo, 21 ottobre 1990) è un calciatore albanese, centrocampista del Medolla.